# Gotha (huyện)
Gotha là một huyện ở trung bộ Thüringen, Đức. Các huyện giáp ranh là: Unstrut-Hainich, Sömmerda, thành phố không thuộc huyện Erfurt, Ilm-Kreis, Schmalkalden-Meiningen và Wartburgkreis.

## Lịch sử
Huyện đã được thành lập ngày 1 tháng 10 năm 1922, khi bang mới thành lập Thüringen được chia thành 15 huyện và thành phố không thuộc huyện.

## Các đơn vị kết nghĩa
Từ năm 1990, huyện này kết nghĩa với huyện Main-Kinzig ở Hesse, Đức.

## Địa lý
Tất cả vùng tây nam của huyện có rừng Thüringen bao phủ, đỉnh cao nhất là Großer Inselsberg (916 m) nằm ở phía tây của huyện. Phía bắc là Fahner Höhe. Sông Unstrut tạo thành một đọa ranh giới ngắn phía bắc của huyện.

## Thị xã và đô thị
| Thị xã không thuộc Verwaltungsgemeinschaft                                | và các đô thị |
| ------------------------------------------------------------------------- | --- |
| 1. Friedrichroda 2. Gotha 3. Ohrdruf 4. Tambach-Dietharz 5. Waltershausen | 1. Drei Gleichen 2. Emsetal 3. Crawinkel 4. Gräfenhain 5. Günthersleben-Wechmar 6. Leinatal 7. Luisenthal 8. Schwabhausen 9. Tabarz 10. Wölfis |

| Verwaltungsgemeinschaften | Verwaltungsgemeinschaften | Verwaltungsgemeinschaften |
| --- | --- | --- |
| 1. Apfelstädtaue 1. Emleben 2. Georgenthal1 3. Herrenhof 4. Hohenkirchen 5. Petriroda 2. Fahner Höhe 1. Dachwig 2. Döllstädt 3. Gierstädt 4. Großfahner 5. Tonna1 3. Hörsel 1. Aspach 2. Ebenheim 3. Fröttstädt 4. Hörselgau1 5. Laucha 6. Mechterstädt 7. Metebach 8. Teutleben 9. Trügleben 10. Weingarten | 4. Mittleres Nessetal 1. Ballstädt 2. Brüheim 3. Bufleben 4. Friedrichswerth 5. Goldbach1 6. Haina 7. Hochheim 8. Remstädt 9. Sonneborn 10. Wangenheim 11. Warza 12. Westhausen | 5. Nesse-Apfelstädt-Gemeinden 1. Apfelstädt 2. Gamstädt 3. Ingersleben 4. Neudietendorf1 6. Nesseaue 1. Bienstädt 2. Eschenbergen 3. Friemar1 4. Molschleben 5. Nottleben 6. Pferdingsleben 7. Tröchtelborn 8. Tüttleben 9. Zimmernsupra |
| 1thủ phủ của Verwaltungsgemeinschaft;2thị xã | | |